# Koshantschikovius sulcifrons
Koshantschikovius sulcifrons är en skalbaggsart som beskrevs av Bordat 1990. Koshantschikovius sulcifrons ingår i släktet Koshantschikovius och familjen Aphodiidae. Inga underarter finns listade i Catalogue of Life.